# Jantarkhani
Jantarkhani – gaun wikas samiti we wschodniej części Nepalu w strefie Sagarmatha w dystrykcie Okhaldhunga. Według nepalskiego spisu powszechnego z 2001 roku liczył on 346 gospodarstw domowych i 1700 mieszkańców (937 kobiet i 763 mężczyzn).